# Погребняков, Василий Афанасьевич
Василий Афанасьевич Погребняков (13 июля 1924, Калач, Богучарский уезд — 16 июня 2023, Отрадное) — советский хозяйственный, государственный и политический деятель, Герой Социалистического Труда (1973).

## Биография
Родился в 1924 году в городе Калач. Член КПСС.
Участник Великой Отечественной войны, командир стрелкового взвода 4-й стрелковой роты 249-го стрелкового полка 85-й гвардейской стрелковой дивизии 10-й гвардейской армии Западного фронта.
В 1944—1984 годах — водитель в Калачеевской автоколонне № 1746 в Калачеевском районе Воронежской области.
В 1966 году награждён орденом Ленина.
Указом Президиума Верховного Совета СССР от 11 декабря 1973 года за большие успехи, достигнутые во Всесоюзном социалистическом соревновании, и проявленную трудовую доблесть в выполнении принятых обязательств по увеличению производства и продажи государству зерна и других продуктов земледелия в 1973 году присвоено звание Героя Социалистического Труда с вручением ордена Ленина и золотой медали «Серп и Молот».
Проживал в с. Отрадное Воронежской области.
Скончался 16 июня 2023 года на 99-м году жизни.